# Liste von Kirchen namens Stiftskirche
Stiftskirche ist der Name folgender, teils ehemaliger Kirchen:

## Belgien
- St. Peter und Guido (Anderlecht)
- Notre Dame (Dinant)
- Notre-Dame (Huy)
- Sainte-Waudru (Mons)
- St. Walburga (Oudenaarde)
- St. Walburga (Veurne)

## Deutschland
- Stiftskirche Altenburg
- Stiftspfarrkirche St. Philipp und Jakob (Altötting)
- Stiftskirche Asbeck
- Stiftskirche St. Peter und Alexander, Aschaffenburg
- St. Cornelius und Cyprianus (Bad Buchau)
- Stiftskirche (Bad Gandersheim)
- Stiftskirche St. Philipp und Jakob (Bad Grönenbach)
- Stiftskirche St. Peter (Bad Waldsee)
- Stiftskirche St. Peter (Bad Wimpfen)
- Stiftskirche St. Amandus, Bad Urach
- Stiftskirche (Baden-Baden)
- Stiftskirche (Backnang), Backnang
- Stiftskirche Bardowick
- Stiftskirche Bassum
- Stiftskirche St. Peter und Johannes der Täufer (Berchtesgaden)
- Stiftskirche Beutelsbach, Beutelsbach (Weinstadt)
- Stiftskirche (Bonn)
- Stiftskirche St. Materniani et St. Nicolai (Bücken)
- Stiftskirche Bützow
- St. Johannes Evangelist (Cappenberg)
- Stiftskirche (Darmstadt)
- St. Maria (Diez)
- Stiftskirche St. Clara, Dortmund
- Stiftskirche Ebersdorf
- Stiftskirche St. Vitus, Ellwangen
- Stiftskirche (Elmshorn)
- Stiftskirche Enger
- Stiftskirche Maria in der Not, Essen
- Stiftskirche Fiecht
- Stiftskirche St. Cyriakus (Frose)
- Stiftskirche Fröndenberg
- Stiftskirche (Gaesdonck)
- Stiftskirche St. Cyriakus (Gernrode)
- Stiftskirche St. Cyriakus (Geseke)
- Stiftskirche St. Georg (Grauhof)
- Stiftskirche St. Pankratius, Hamersleben
- Stiftskirche (Hechingen)
- Stiftskirche Herrenberg
- Stiftskirche (Kaiserslautern)
- Stiftskirche Kaufungen
- St. Mariä Himmelfahrt (Kleve)
- Stiftskirche Kyllburg
- Stiftskirche Königslutter
- Stiftskirche Lahr
- Stiftskirche (Landau in der Pfalz)
- Stiftskirche Laufen
- Stiftskirche Lippstadt
- Stiftskirche St. Juliana (Mosbach)
- Stiftskirche St. Martin und St. Severus
- Stiftskirche (Neustadt an der Weinstraße)
- Stiftskirche St. Marien (Obernkirchen)
- Stiftskirche Oberstenfeld
- Stiftskirche Öhringen
- Stiftskirche Pforzheim
- Stiftskirche (Pfaffen-Schwabenheim)
- Stiftskirche St. Servatius (Quedlinburg)
- Stiftskirche St. Moriz (Rottenburg)
- Stiftskirche zu Römhild
- Stiftskirche Sankt Arnual, Saarbrücken
- St. Nikolaus (Comburg)
- Stiftskirche St. Goar
- Stiftskirche Stuttgart
- Stiftskirche Schildesche
- Stiftskirche Tübingen
- Stiftskirche Walbeck
- Stadtkirche Warin
- Stiftskirche Wertheim
- Stiftskirche Wetter
- Stiftskirche Windecken, Windecken
- St. Cosmas und Damian (Wunstorf)
- Stiftskirche St. Oswald (Regensburg) entstanden um 1290, als dort ein Karmelitenkloster errichtet werden sollte, was  1367 aufgegeben wurde.

## Frankreich
- Stiftskirche Notre-Dame des Andelys
- Stiftskirche Saint-Julien (Brioude)
- Stiftskirche Notre-Dame du Port, Clermont-Ferrand
- Stiftskirche Lautenbach
- Stiftskirche Lirey
- Stiftskirche Notre-Dame (Mantes-la-Jolie)
- Stiftskirche Notre-Dame d’Espérance (Montbrison)
- Stiftskirche Niederhaslach
- Stiftskirche Saint-Léonard-de-Noblat
- Stiftskirche St. Gertrud (Nivelles)
- Stiftskirche St. Julien, Tournon-sur-Rhône

## Italien
- Stiftskirche Innichen
- Stiftskirche Neustift

## Österreich
- Stiftskirche Admont
- Stiftskirche Ardagger
- Stiftskirche Baumgartenberg
- Stiftskirche Geras
- Stiftskirche Göttweig
- Stiftskirche zu Klosterneuburg
- Stiftskirche Kremsmünster
- Stiftskirche Lilienfeld
- Stiftskirche Melk
- Stiftskirche Neuberg
- Stiftskirche Nonnberg
- Stiftskirche Pöllau
- Stiftskirche Reichersberg
- Stiftskirche Rein
- Stiftskirche Sankt Peter (Salzburg)
- Stiftskirche Spital am Pyhrn
- Stiftskirche Stams
- Stiftskirche Viktring
- Stiftskirche Vorau
- Stiftskirche (Wien)
- Stiftskirche (Wiener Neustadt)
- Stiftskirche Heiligenkreuz, Wienerwald

## Polen
- Stiftskirche zum Heiligen Kreuz und St. Bartholomäus (Breslau)

## Schweiz
- Stiftskirche Schönenwerd
- Stiftskirche St. Gallen

## Tschechien
- Stiftskirche Tepl